# Maškin
Maškin je majhen nenaseljen otoček v Jadranskem morju ob zahodnoistrski obali, nedaleč od Rovinja.
Otok se nahaja poleg bolj znanega otočka Sveti Andrija, (na starejših zemljevidih Crveni otok), s katerim je povezan z umetnim nasipom. 